# Nadine Kirschon
Nadine Madeleine Martina Kirschon, född 19 mars 1984 i Katarina församling i Stockholm, är en svensk skådespelare. Hon var även scripta vid inspelningen av långfilmen Kvarteret Skatan reser till Laholm från 2012.
Kirschon debuterade på TV 1995 och långfilmsdebuterade som Angelika i Dubbel-8 (2000). Hon har vunnit priset för Best Actress 2005 i GAFFA - International Film Festival for Young People i Wien för sin roll i Bombay Dreams och pris för Bästa skådespelerska för insatsen i Love Boogie vid festivalen Guldklappan 2003.
På scen har hon gjort Spanska flugan (2010) och farsen Hjälten från Kalmarsund (2012), båda i Kalmar och den första även på Chinateatern i Stockholm.
Hon är bosatt i Skarpnäcks stadsdelsområde utanför Stockholm.

## Filmografi
- 2000 – Dubbel-8
- 2000 – En klass för sig (TV-serie)
- 2001 – En ängels tålamod (TV-serie)
- 2002 – Olivia Twist (TV-serie)
- 2002 – Love Boogie
- 2004 – Bombay Dreams
- 2005 – Jullovsmorgon (TV-serie)
- 2006 – Göta kanal 2 – kanalkampen
- 2006 – Mon 3
- 2007 – Hotell Kantarell (TV-serie)
- 2007 – Beck – Den svaga länken
- 2008–2009 – Livet i Fagervik (TV-serie)
- 2010 – Hur många lingon finns det i världen?
- 2011 – Stockholm-Båstad (TV-serie)
- 2013 – Allt faller (TV-serie)

## Teater

### Roller (ej komplett)
| År   | Roll       | Produktion                                          | Regi          | Teater                 |
| ---- | ---------- | --------------------------------------------------- | ------------- | ---------------------- |
| 2010 | Inga Stark | Spanska flugan Franz Arnold och Ernst Bach          | Leif Lindblom | Krusenstiernska gården |
| 2011 | Inga Stark | Spanska flugan Franz Arnold och Ernst Bach          | Leif Lindblom | Chinateatern           |
| 2012 |            | Hjälten från Kalmarsund Franz Arnold och Ernst Bach | Bo Hermansson | Krusenstiernska gården |
| 2017 | Elsa       | Fars lille påg Franz Arnold och Ernst Bach          | Adde Malmberg | Krusenstiernska gården |